# Castianeira plorans
Castianeira plorans är en spindelart som först beskrevs av Octavius Pickard-Cambridge 1898.
Castianeira plorans ingår i släktet Castianeira och familjen flinkspindlar. Inga underarter finns listade i Catalogue of Life.